# Eugène Hambursin
Eugène Emile Hambursin (Seneffe, 26 april 1859 - Isnes, 16 december 1912) was een Belgisch volksvertegenwoordiger.

## Levensloop
Hambursin promoveerde tot landbouwingenieur (1880) aan de landbouwfaculteit van Gembloers.
Van 1882 tot 1886 was hij hoogleraar aan de Universiteit van Bogota, Colombia.
Hij promoveerde tot doctor in de rechten (1888) aan de ULB.
In 1900-1902 en in 1911 werd hij gemeenteraadslid van Namen. In 1894 werd hij verkozen tot liberaal volksvertegenwoordiger voor het arrondissement Namen en vervulde dit mandaat tot eind 1912.
Hambursin was getrouwd met Julie Malevez.
Namen heeft een Rue Eugène Hambursin en Gembloers een Rue Hambursin.